# Ґромадно (Куявсько-Поморське воєводство)
Ґромадно (пол. Gromadno) — село в Польщі, у гміні Кциня Накельського повіту Куявсько-Поморського воєводства.
Населення — 223 особи (2011).
У 1975-1998 роках село належало до Бидгощського воєводства.

## Демографія
Демографічна структура станом на 31 березня 2011 року:
|          | Загалом | Допрацездатний вік | Працездатний вік | Постпрацездатний вік |
| -------- | ------- | ------------------ | ---------------- | -------------------- |
| Чоловіки | 110     | 25                 | 72               | 13                   |
| Жінки    | 113     | 25                 | 67               | 21                   |
| Разом    | 223     | 50                 | 139              | 34                   |